# Leo Cusenza
Leo Calogero Cusenza (sinh ngày 20 tháng 2 năm 1963) là một cựu cầu thủ bóng đá người Anh thi đấu cho câu lạc bộ Football League Colchester United ở vị trí hậu vệ.

## Sự nghiệp
Sinh ra ở Edmonton, London, Cusenza gia nhập Colchester United as a schoolboy. Ông có 1 lần ra sân cho đội một trong thất bại 2–0 tại League Cup trước Gillingham ngày 9 tháng 8 năm 1980. Ông có gần 400 lần ra sân cho Harlow Town sau khi rời Colchester. và đang huấn luyện bóng đá địa phương ở Hertfordshire sau khi có chứng chỉ huấn luyện.